# Vital Information
Vital Information es una banda estadounidense de jazz fusion.

## Historia
Fundada originalmente en 1983 por el baterista Steve Smith, exmiembro del grupo de rock Journey, el primer disco de la banda ve la luz ese mismo año. En un período en el que sólo a los cantantes de las bandas de éxito les estaba permitido aventurarse en proyectos en solitario, Smith decide poner en práctica un proyecto instrumental inspirado en el jazz eléctrico de Pat Metheny  el último Miles Davis que resultó una pequeña decepción  para aquellos fanes de Journey que esperaban temas más asequibles, en la línea de los mayores éxitos de la banda. Orion, editado en 1984, sin resultar particularmente destacable, sigue las líneas maestras trazadas en el álbum de debut: una lograda e ingeniosa producción y buenos músicos de estudio.
En 1985 Smith abandona Journey para centrarse en el mundo del jazz y en su trabajo con Vital information, que sigue editando trabajos durante el resto de la década En 1990 publican Vitalive! un trabajo más orientado hacia el jazz acústico. En 1998 sale a la venta Where We Come From: Live Around the World, un disco grabado en directo en distintos escenarios de su gira mundial que recoge lo mejor de la banda y que es una buena representacióndel material con que el grupo de Smith se encontraba trabajando: una fusión de blues, bebop, fusion, swing y funk que obtuvo un considerable éxito. El último trabajo hasta la fecha de la ahora legendaria banda sale a la luz en 2007, bajo el título "Vitalization", y cuenta con el teclista Tom Coster (Gabor Szabo, Rahsaan Roland Kirk, Santana, el bajista Baron Browne (Gary Burton, Billy Cobham, Jean-Luc Ponty, Steps Ahead o Tom Jones, el guitarrista Vinny Valentino (Gary Bartz, Randy Brecker, Bill Evans, George Benson, John Patitucci, o Richard Bona) además del propio Steve Smith a la batería

## Estilo y valoración
Calificada como "una de las bandas más infravaloradas del jazz moderno", como "uno de los secretos mejor guardados de la música improvisada" o como "una de las mejores bandas de jazz fusion del mundo", la música de Vital Information ha recorrido una gama estilística que va desde el más puro funk de James Brown al soul de Booker T & The MGs, pasando por los apuntes fusion de la Tony Williams, las distintas Big bands de Buddy Rich, el experimentalismo formal de Ornette Coleman o el jazz de corte más tradicional de Jimmy Smith o Wes Montgomery.

## Discografía y formaciones
- Vitalization - Hudson Music LLC/Vital Info Inc. 2007
  - Steve Smith: batería y konnakol
  - Tom Coster: teclados y acordeón
  - Baron Browne: bajo
  - Vinny Valentino: guitarra
  - Invitados:
  - Bill Evans: Saxo alto y tenor
  - Pete Lockett: Tabla, kanjira, percusión, y konnakol
  - Gilad: Congas y percusión
  - Juan Carlos Melian: Congas y percusión

- Come On In - Tone Center/Mascot 2004
  - Steve Smith: batería y udu
  - Frank Gambale: guitarra
  - Tom Coster: teclados y acordeón
  - Baron Browne: bajo

- Show 'Em Where You Live - Intuition Records/Tone Center 2001
  - Tom Coster: Hammond B-3, Fender Rhodes, acordeón
  - Baron Browne: bajo
  - Steve Smith: batería
  - Frank Gambale: guitarra

- Live From Mars - 2001
  - Steve Smith: batería
  - Frank Gambale: guitarra
  - Tom Coster: teclados
  - Baron Browne: bajo

- Live Around The World: Where We Come From Tour '98-'99 - Intuition Records 2000
  - Steve Smith: batería
  - Frank Gambale: guitarra
  - Tom Coster: Hammond B-3, acordeón, Korg Trinity
  - Baron Browne: bajo

- Where We Come From - Intuition Records 1998
  - Steve Smith: batería
  - Frank Gambale: guitarras
  - Tom Coster: Hammond B-3, Fender Rhodes, acordeón
  - Jeff Andrews: bajo y contrabajo

- Ray Of Hope - Intuition Records 1996
  - Frank Gambale: guitarras
  - Steve Smith: batería
  - Tom Coster: teclados
  - Jeff Andrews: bajo

- Easier Done Than Said - Blue Note Records 1992
  - Steve Smith: batería, teclados, programaciones
  - Tom Coster: teclados, piano, programaciones
  - Frank Gambale: guitarra eléctrica y acústica
  - Jeff Andrews: bajo, teclados
  - Tim Lyers: teclados
  - Bob Marlette: teclados
  - Kit Walker: teclados, piano, synth programaciones, keyboard comp, finger snaps
  - Tom Coster Jr.: Organ, teclados, synth programaciones
  - Andy Narell: Steel drums
  - Ian Wallace: finger snaps
  - Rob Jones: finger snaps

- Vitalive! - Vera Bra Records/Blue Note Records 1990
  - Steve Smith: batería
  - Tom Coster: teclados
  - Frank Gambale: guitarra, voice
  - Larry Schneider: Saxo
  - Larry Grenadier: contrabajo
  - Tom Coster Jr.: Additional teclados

- Fiafiaga (Celebration) - Columbia Records 1988
  - Steve Smith: batería, teclados
  - Dave Wilczewski: saxos, piano
  - Frank Gambale: guitarra eléctrica y acústica
  - Tom Coster: teclados, piano
  - Kai Eckhardt: bajo
  - Jay Oliver: teclados, programaciones
  - Kit Walker: teclados
  - Prince Joni Haastrup: voces
  - Torsten De Winkel: guitarra
  - Barry Finnerty: guitarra
  - Andy Narell: Steel drums
  - Corrado Rusticci: guitarra eléctrica y acústica
  - Lenny Castro: percusións
  - Vladimir Johnson: voces
  - Tim Lyers: bajo

- Global Beat - Columbia Records 1987
  - Steve Smith: batería, cowbell, synthesizer
  - Dean Brown: guitarra
  - Tim Lyers: bajo, synthesizers
  - Dave Wilczewski: Saxo alto, tenor y soprano
  - Tom Coster: teclados, DX7 armónica
  - Ray Gomez: Pickin' guitarra, guitarra
  - Mike Fisher: percusión
  - Andy Narell: Steel drums
  - Prince Joni Haastrup: Voz, talking drum, shaker
  - Kwaku Daddy: Congas, talking drum, percusión
  - Barry Finnerty: guitarra
  - Armyo Peraza: Bongos
  - Jeff Richman: guitarra
  - Brad Dutz: Tablas, percusión

- Orion - Columbia Records 1984, reeditado por Wounded Bird Records 2005
  - Steve Smith: batería, piano, percusión
  - Dean Brown: guitarra eléctrica, acústica y sintetizada
  - Tim Lyers: bajo, bajo tenor
  - Dave Wilczewski: saxos
  - Eef Albers: Electric guitarra

- Vital Information - Columbia Records 1983, reeditado por Wounded Bird Records 2005
  - Steve Smith: batería, piano
  - Mike Stern: guitarra
  - Dean Brown: guitarra
  - Tim Lyers: bajo
  - Dave Wilczewski: Tenor saxophone